# Benjamin Ndiaye
Benjamin Ndiaye (Fadiouth, Senegal, 28 d'octubre de 1948) és un prelat catòlic senegalès, arquebisbe de Dakar des de desembre de 2014.
Nasqué a Fadiouth, al departament de M'bour, regió de Thiès, al Senegal, i fou batejat el mateix dia. Després de l'escola primària va anar al Seminari Menor de Ngasobil, on va romandre fins a 1967. Després va continuar els seus estudis al seminari major Libermann de Dakar, i al collège Sainte-Marie de Hann fins al batxillerat. Entre 1970 i 1974 va estudiar filosofia i teologia als seminaris majors de Sébikotane i Anyama, de Costa d'Ivori. Després se'n va anar a Friburg (Suïssa) on es llicencià en teologia en 1977.
Ell 21 d'agost de 1977 va ser ordenat sacerdot pel cardenal Hyacinthe Thiandoum a la seva vila natal. El seu pas per la Escola Bíblica i Arqueològica Francesa de Jerusalem està sancionat amb un diploma, després d'haver escrit dos llibres de memòries. Entre 1979 i 1993 va ocupar diversos càrrecs en les parròquies i en el seminari de Dakar. Després va tornar a Friburg, on va obtenir un títol en escriptures. Va tornar al Senegal, on va ser vicari parroquial i professor de Sagrades Escriptures al seminari Libermann. El 1993 estudià a l'Institut Catòlic de París, on es doctorà en teologia el 1996 (amb una tesi sobre «Jésus, Premier-Né d'une multitude de frères. Études de Romains 8, 28-30»). Tornat al Senegal, va ocupar diverses funcions parroquials i després, entre 2000 i 2001, Vicari General de l'Arxidiòcesi de Dakar.
Va ser nomenat pel Papa Joan Pau II Bisbe de Kaolack el 15 de juny de 2001. Fou consagrat pel seu predecessor Théodore-Adrien Sarr, qui havia estat nomenat arquebisbe de Dakar de l'any anterior, i a qui després reemplaçarà el 22 de desembre de 2014. El 21 de febrer de 2015 ocupà el càrrec efectiu de arquebisbe de Dakar.
Des d'octubre de 2012, és President de la Conferència episcopal del Senegal, Mauritània, Cap Verd i Guinea Bissau, després d'haver-ne estat vicepresident entre 2005 i 2011. En octubre de 2014, va participar en el Sínode extraordinari de bisbes sobre la família. En octubre de 2015 va participar en el Sínode de la família.